# Gare de Roudnytsia
La gare de Roudnytsia (ukrainien : Рудниця (станція)) est un nœud ferroviaire située dans le raïon de Toultchyn en Ukraine.

## Situation ferroviaire
La gare se situe à l'intersection de deux lignes ferroviaires : Vapnyarka-Roudnytsia et Roudnytsia-Slobidka.

## Histoire
La gare est construite en 1876 à la suite de la création de la ligne Jmerynka à Balta.